# Карпатская улица (Санкт-Петербург)
Карпа́тская улица — улица во Фрунзенском районе Санкт-Петербурга. Проходит от Дунайского проспекта до Малой Балканской улицы, параллельно Малой Карпатской и Софийской улицам.

## История
Улица получила название 2 ноября 1973 года. Полностью проходит по промышленной зоне. Никаких жилых, общественных и других зданий подобного рода на Карпатской улице нет. Нечётная сторона улицы занята гаражными кооперативами, чётная — складскими комплексами и промышленными предприятиями. В районе Карпатской улицы проходила часть Полевой (Промышленной) улицы, от которой остались надписи с указанием номера дома и названия улицы. Здесь проходит железнодорожный подъездной путь, отходящий от ст. Купчинская на железнодорожной ветке Рыбацкое — Предпортовая.
По длине равна проходящей параллельно Малой Карпатской улице, только непонятно, почему та Малая.

## Транспорт
Ближайшие станции метро — «Дунайская» и «Обухово». Никаких маршрутов общественного транспорта по Карпатской улице не проходит. Движение общественного транспорта существует только на Малой Карпатской.

## Пересечения
- Дунайский проспект - Карпатская улица примыкает к нему.
- Складской проезд - примыкание.
- Грузовой проезд - примыкание.
- улица Олеко Дундича - пересечение.
- Малая Балканская улица - Карпатская улица примыкает к ней.